# Boiry-Sainte-Rictrude
Boiry-Sainte-Rictrude é uma comuna francesa na região administrativa de Altos da França, no departamento de Pas-de-Calais. Estende-se por uma área de 5,81 km². Em 2010 a comuna tinha 413 habitantes (densidade: 71,1 hab./km²).